# Дедал і німфа (картина)
«Дедал і німфа»— картина австрійського художника Ернста Фукса.

## Міфічний життєпис Дедала
Ім'я Дедала первісно було епітетом бога Гефеста. В Афінах уже в історичний час існував рід ( до нього належав філософ Сократ), що виводився від Дедала. Як то притаманно і іншим міфічним персонажам доби архаїки, вчинки Дедала дивують майстерністю і жорстокістю,  і віддаленістю від гуманізму. Йому притаманні винахідливіть, заздрість і бажання знищувати конкурентів. Свого небожа й учня  Тала - Дедал скинув з Акрополя за те, що він винайшов досконаліші будівельні інструменти. Засуджений ареопагом на вигнання, Дедал утікає до острова-царства Крит. Тут для жінки царя Міноса Пасіфаї робить дерев'яну корову, за наказом царя споруджує лабіринт для потвори Мінотавра, народженого земною жінкою від бика. Дедал дав Аріадні клубок ниток, що допоміг герою - визволителю Тесеєві вибратися з лабіринту після убивства потвори. Переслідуваний Міносом, Дедал утік і з Криту, піднявшись у повітря на штучних крилах, які зробив собі сам й синові Ікару, й щасливо опустився в царстві Кокала на Сицилії. На Сицилії він і помер.

## Античність в європейському мистецтві 20 ст.
Незважаючи на руйнівні та авангардні течії в західноєвропейському мистецтві 20 ст., низка європейських митців раз у раз зверталась до витоків власної культури, до надбання Стародавньої Греції і Риму. Звертання могли бути як в холодно-досконалих формах пізнього академізму ( скульптури Арістида Майоля ), так в творчих інтерпретаціях ( античні сюжети Валентина Сєрова, сценографія Леона Бакста, малюнки Пікассо, скульптури Антуана Бурделя). Звертався до культурного спадку Стародавньої Греції і Ернст Фукс.

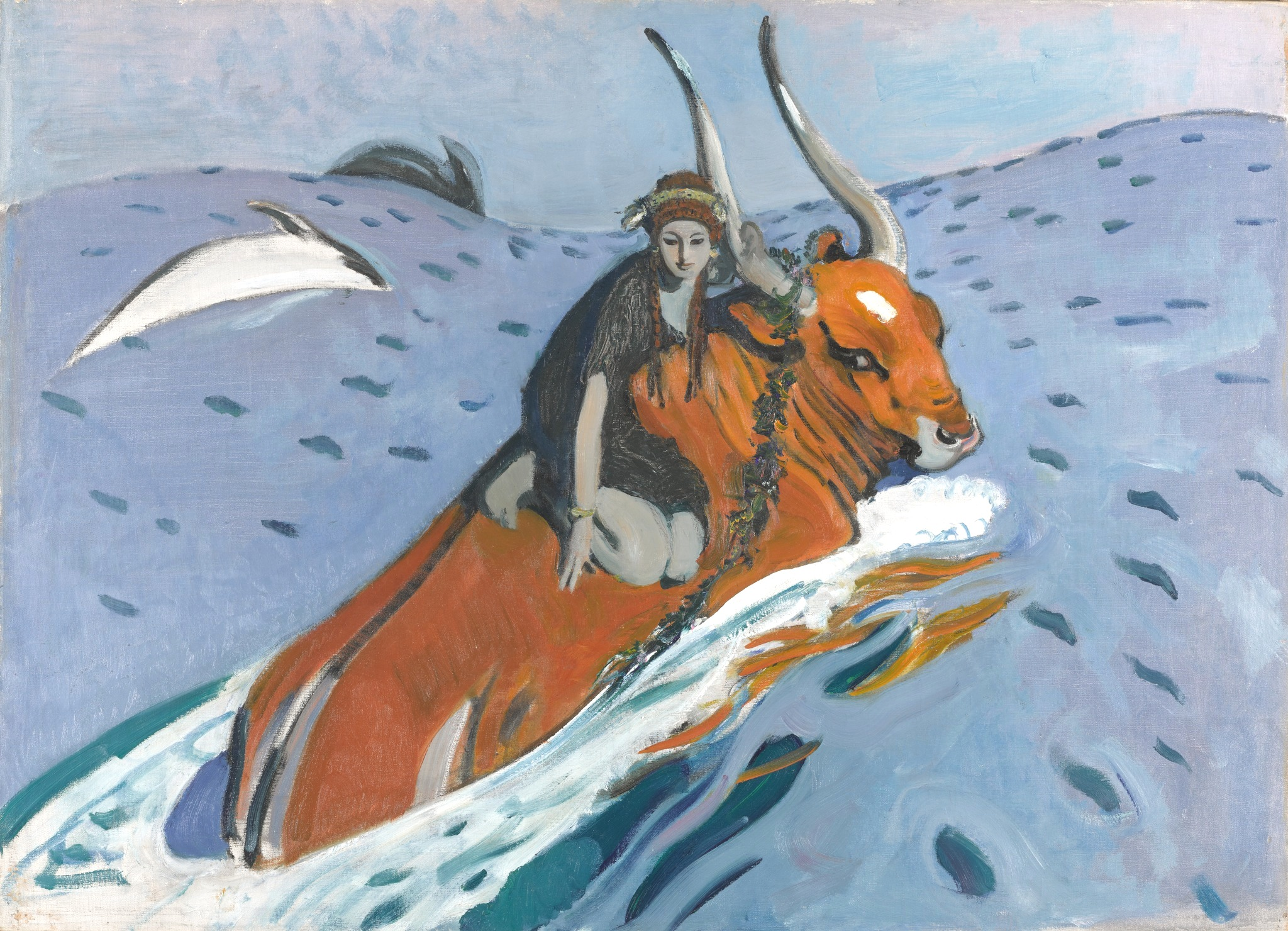
Викрадення Європи (Сєров), 1910 р.
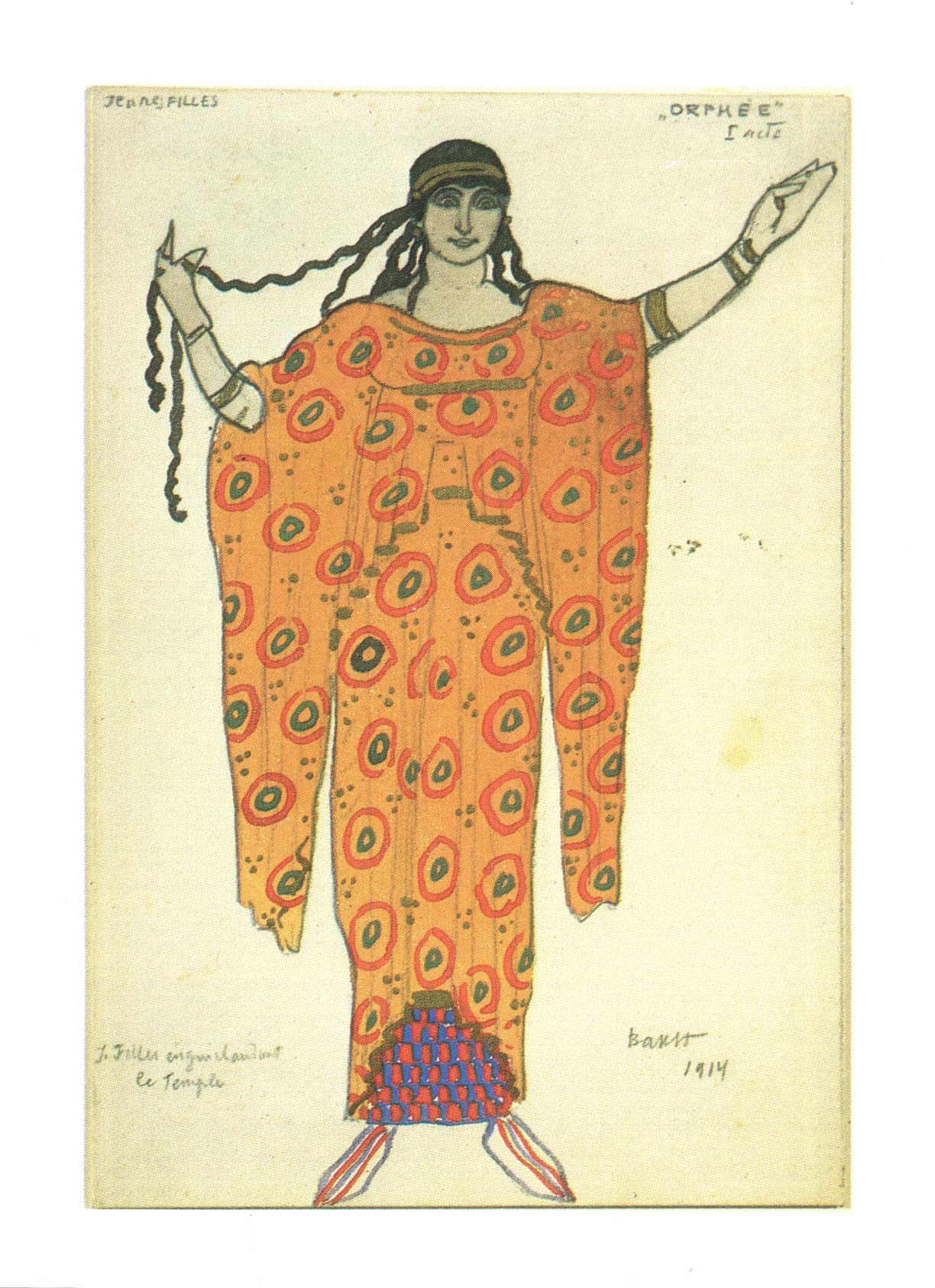
Леон Бакст. Костюм служниці до балету «Орфей», 1915 р.
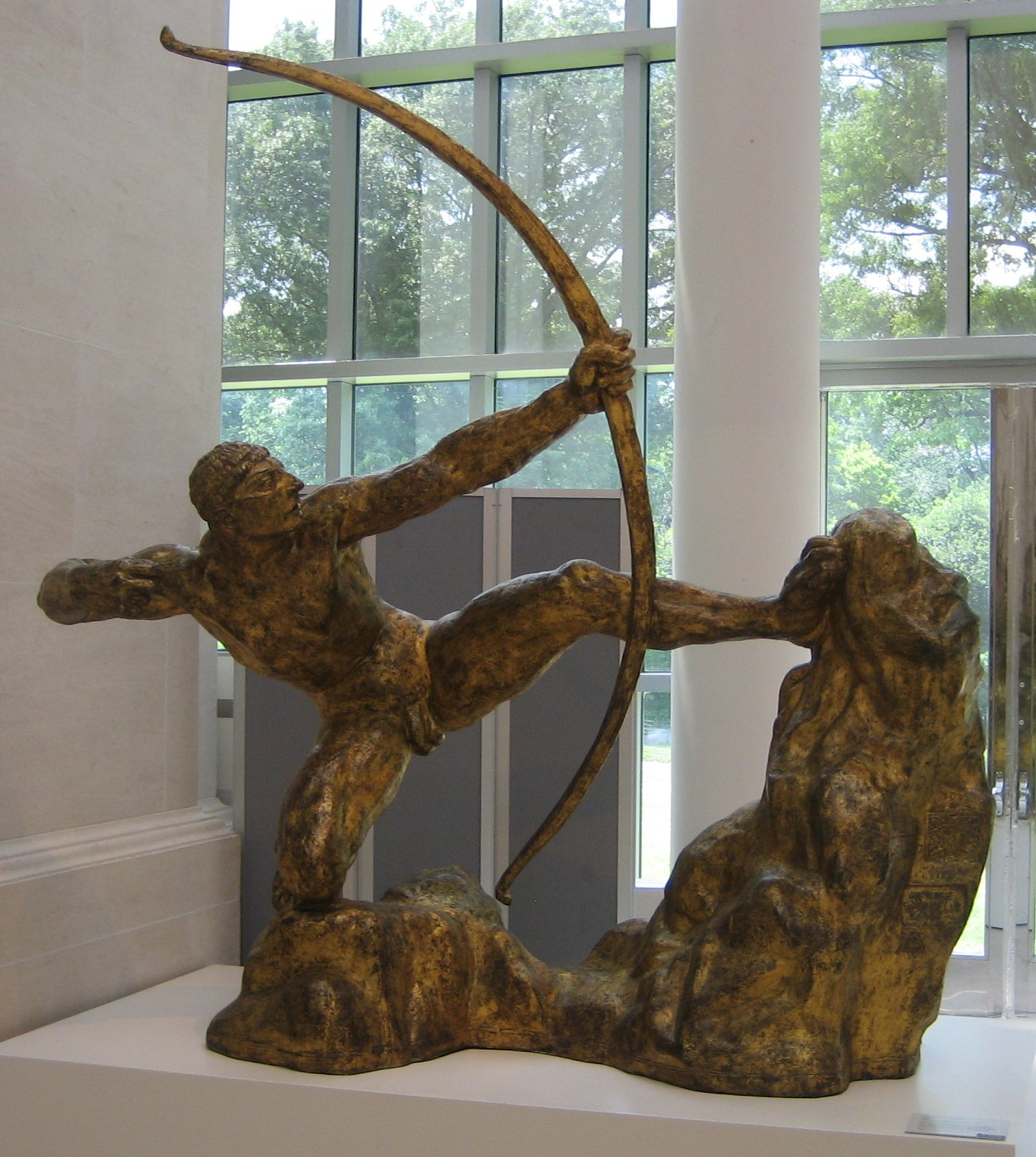
Антуан Бурдель. «Геракл», 1909 р.

## Опис твору
Доказом звертання стала велика за розмірами акварель «Дедал і німфа». Твір викликає здивування через неканонічність.  Дедал в умовно історичних обладунках, які не стільки захищають тіло, скільки відтіняють холодним блиском його античну оголеність. І обладунки, і шолом, і закривавлений меч, незважаючи на умовність, відсилають фігуру не до давньогрецьких, а до римських вояків чи навіть гладіаторів (яким Дедал не був). На театральність умовного одягу Дедала спрацьовують акторські котурни, вишукані рельєфи на металевих обладунках. До героя античних міфів горнеться тендітна, крилата німфа. Група Дедала і німфи наче застигла в театральній мізансцені - в загадковій, невідомій глядачам виставі. Художник не дає глядачеві підстав розгадати сюжет, як то притаманно більшості картин в стилі фантастичного реалізму. Однак увага глядача прикута до твору і через відсилання до звичних сюжетів, і через досконалість техніки, і через фантастичність поданої ситуації. Загадковість, невизначеність сюжету підтримані тривожними сполохами вечірнього неба, темними, наче закривавленими вітрилами човна і грифоном в небі.